# Marco Borsato
Marco Roberto Borsato (Alkmaar, 21 dicembre 1966) è un cantante olandese.

## Biografia

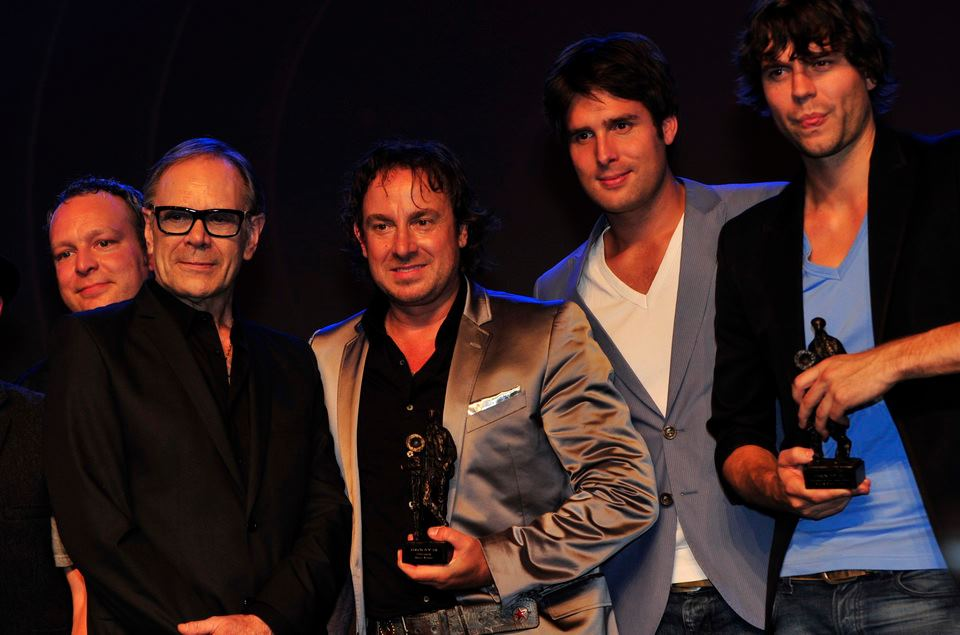
Marco Borsato all'Edison Pop 2011 insieme al duo Nick & Simon (a destra) e a Rob de Nijs (a sinistra)

Dopo aver vissuto per qualche tempo in Italia, a Garda, ha iniziato la sua attività nei Paesi Bassi proponendo canzoni in lingua italiana. Ha ottenuto tuttavia un consistente successo solo dopo aver iniziato a cantare in lingua olandese, per esempio nel 1994 con il brano Dromen zijn bedrog (I sogni sono inganni), cover di Storie di tutti i giorni di Riccardo Fogli.
Non sono poche nel suo repertorio le canzoni interpretate in origine in italiano da artisti quali Gatto Panceri, Giorgia, Marco Masini e Zucchero Fornaciari e da lui rifatte in olandese. In particolare, ha avuto un certo successo il rifacimento di Margherita di Riccardo Cocciante, con un testo dal senso totalmente diverso da quello in italiano. Nell'album live Onderweg è presente un'esecuzione della sopracitata canzone in duetto tra Borsato e Cocciante.
Nel 2006 ha pubblicato Because We Believe con Andrea Bocelli ed il brano ha raggiunto la prima posizione in classifica nei Paesi Bassi.
Ha tradotto in lingua olandese Di notte di Pierdavide Carone e l'ha inserita nell'album Dromen Durven Delen, doppio disco di platino in Belgio, dandole il titolo Het Donker.